# 真盛豆
真盛豆（しんせいまめ）は、株式会社金谷正廣（かなやまさひろ）が製造する、京菓子。京都市の銘菓。京都吟味百撰認定商品。
また、金谷正廣は、真盛豆のほか落雁、州浜、その他、季節の京菓子を製造販売する京菓子司。

## 沿革
安政3年（1856年）に金沢出身の金谷庄七が京都にて創業。その後、屋号を「金谷正廣」に変更。
明治初年、初代金谷正廣は、京都北野上七軒にある、裏千家にゆかりの深い天台真盛宗西方尼寺より真盛豆の製法を伝授され、改良を重ね、菓子として完成させる。

### 由来
室町時代の聖僧　真盛が、仏弟子である京都北野、西方尼寺の開祖である盛久・盛春両尼に、真盛豆の製法を伝授し、その後、両尼は代々同尼寺に伝える。
明治初年、西方尼寺からその製法を伝授された初代金谷正廣は工夫を重ね、銘菓として完成させる。煎った丹波産黒豆に大豆粉を幾重にも重ね、青海苔がかかっている。
天正15年（1587年）、北野大茶会の時、豊臣秀吉公が真盛豆を召され、「茶味に適す」と賞賛する。同行した細川幽斎は「苔のむす豆」と例えたと伝えられている。

## 店舗
直営店は京都市上京区下長者町通り黒門東入る吉野町712番地。滋賀県の比叡山にある天台真盛宗総本山西教寺にて真盛豆のみ販売されている。京都市岡崎にあり、市が管理する山縣有朋の元別荘無隣庵では、有料の茶席を頼むと真盛豆がお茶菓子として出てくる。また、受付にて、真盛豆のみ販売されている。

### 販売
- 直営店でのみ取り扱われている真盛豆では、通常の袋入りのほか、箱入り、利休井筒入り、竹皮製編笠入りがある。